# Johann Carl Wendelin Anreiter von Zirnfeld

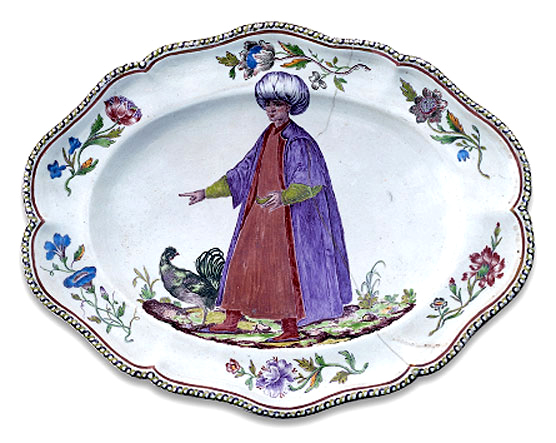
Carl Anreiter (?), Vassoio in porcellana con figura di nobile turco. Ginori a Doccia 1745 c. Museo Richard-Ginori della Manifattura di Doccia

Johann Carl Wendelin Anreiter von Zirnfeld (Banská Štiavnica, 1702 – Vienna, 4 ottobre 1747) è stato un pittore austriaco su porcellana, prima nella Manifattura Du Paquier a Vienna, poi nella Manifattura Ginori a Doccia sin dalla sua fondazione. Per l'alta qualità pittorica della sua produzione è ritenuto uno dei massimi esponenti europei di quest'arte decorativa nella prima metà del Settecento.

## Le origini
Johann Carl Wendelin nasce a Schemnitz (l'attuale Banská Štiavnica in Slovacchia) nel 1702 durante il breve soggiorno del padre Johann Baptist Anreiter, nella cittadina slovacca. Johann Baptist è nato a Lengmoos, frazione di Renon nei pressi di Bolzano il 24.6.1660, ed è lì morto nel 1706; la madre è Maria Magdalena Harter (morta a Bolzano il 12.10.1754).
La famiglia trae origini in Bressanone (Brixen), con capostipite Mathias Anreiter, morto nel 1542, ed è registrata sin dal 1678, fra le famiglie nobili del Tirolo. Da lui discende Johann Baptist Wendelin, nipote del capostipite e padre di Carl, che si trasferisce da Bressanone a Bolzano.
Nel corso del 1703 la famiglia Anreiter ritorna a Lengmoos/Renon, e Carl cresce nel maso di proprietà della famiglia, denominato Schidmann an der Rotwand, oggi non più esistente, ma documentato sin dal 1406.
Le sue prime esperienze pittoriche avvengono probabilmente su stufe in maiolica e si collegano ad un apprendistato nella bottega di Franz Rottensteiner in Bolzano negli anni tra il 1716 ed il 1720 e forse all'influenza di un altro decoratore di stufe in maiolica: il pittore Christopher Schgachnes.

## Il periodo nella manifattura Du Paquier
Il trasferimento a Vienna avviene intorno al 1720-1721 e da quel momento inizia la collaborazione con Claudius Innocentius du Paquier, fino al 1737, quando l'Anreiter lascia Vienna per andare a Doccia e partecipare attivamente sin dall'inizio all'avventura ceramica del Marchese Carlo Ginori.
Carl Wendelin abita all'inizio presso la manifattura Du Paquier, come dipendente fisso e contemporaneamente "Hausmaler" indipendente. Ciò sarebbe confermato da alcune porcellane decorate da lui ma non prodotte dal Du Paquier.
Durante la permanenza in Vienna Carl viene apprezzato per le sue decorazioni su porcellana come attestano documenti datati 1724 in cui si afferma: “si possono trovare in Europa pochi lavoratori capaci di eguagliarlo nell'arte e nella bellezza“. Il 22 ottobre 1724 sposa a Vienna Eva Rosina Kolkenberger e da questo matrimonio nacquero tredici figli, tre dei quali durante la sua permanenza a Doccia.

## Gli anni nella Manifattura Ginori a Doccia
Carlo Ginori compie un viaggio a Vienna per rendere omaggio a Francesco Stefano di Lorena, il nuovo granduca regnante in Toscana alla morte di Gian Gastone de' Medici; in quell'occasione, e forse su suggerimento del barone Charles von Pfutschner, probabilmente conosce Carl Anreiter, ne ammira la produzione e di lì a poco, in un successivo viaggio a Vienna, lo convince a seguirlo a Doccia nella sua nuova impresa manifatturiera.
Il contratto, tra Johann Carl Wendelin Anreiter ed il marchese Carlo Ginori, verrà stipulato nel 1737 il "1º novembre in Vienna d'Austria":
(AGL, Fabbrica delle Porcellane di Doccia, scritture e documenti, Filza N° 39, n2, cc, 1 e 2)
Ma nonostante il contratto sembri contenere clausole molto ferree in realtà Carl si recherà, durante il suo servizio a Doccia, due volte a Lengmoos e una volta a Vienna a dimostrazione di quanto il clima nella manifattura docciana fosse avulso dall'atteggiamento di segregazione e segretezza che connotava le altre manifatture nord europee.
Il rapporto con il marchese Carlo Ginori sarà più che soddisfacente per entrambi, tanto che il contratto originario sarà prorogato di altri tre fino al 1746; a conferma sappiamo che Carl respingerà le richieste di trasferimento a Napoli, avanzate da Carlo III, che lo voleva alla Manifattura di Capodimonte.
La fiducia, tra Carlo Ginori ed il capo dei pittori della manifattura di Doccia, si manifesta negl'incarichi che Carl assolve per conto del marchese: primo fra tutti il viaggio che compie nel 1740 a Vienna in cui porta con sé una serie tazzine, da lui finemente dipinte, per le quali il Ginori riceve il plauso del barone Pfutschner grande estimatore di porcellane e intimo di Francesco Stefano al quale ne farà vedere dodici, giudicate particolarmente ben riuscite, per caldeggiare la sospirata privativa granducale tanto auspicata da Carlo Ginori.

## Il ritorno a Vienna
Nel 1746, senza che se ne conosca il motivo Johann Carl Wendelin lascia improvvisamente Firenze per fare ritorno a Vienna. Alcune ipotesi del passato avevano individuato nelle cagionevoli condizioni di salute la ragione della sua partenza, oggi Biancalana ritiene più probabile che la "mancata nomina a “Ministro” della Fabbrica, incarico decisamente di prestigio e di potere", abbia indotto l'Anreiter a lasciare Doccia; da non sottovalutare il nuovo incarico di Carlo Ginori, a governatore di Livorno, che in qualche modo impediva al marchese la frequentazione assidua della manifattura, come era stato in precedenza e quindi, in prospettiva, anche l'affievolirsi di questo stretto rapporto.
A conforto della sua ipotesi Biancalana aggiunge quanto già si sapeva sulle intenzioni di Carl Anreiter: appena giunto nella capitale austriaca inizia a lavorare, probabilmente come hausmaler, e spende la fama acquisita a doccia per ottenere un incarico nell'istituenda manifattura di Neudeck ob der Au in Baviera (da cui originerà quella di Nymphenburg), vantandosi anche di essere un arcanista, tanto da suscitare i sospetti del barone De Toussaint che in una lettera da Vienna chiede confidenzialmente al marchese Ginori se "quest'uomo sa veramente fare la porcellana".

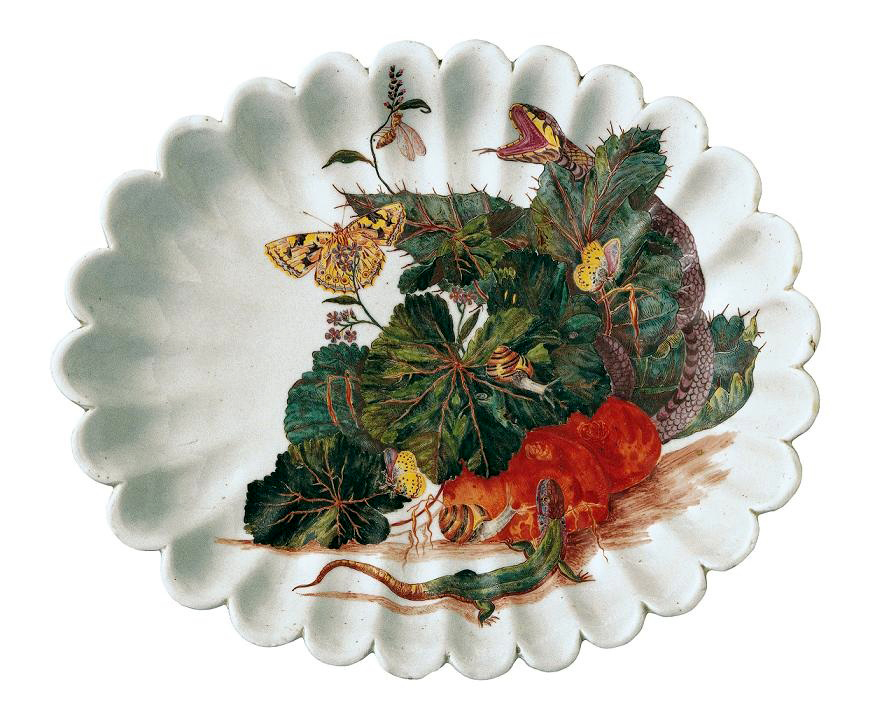
Anton Anreiter von Ziernfeld, Fruttiera decorata con Piante e serpi dipinte al naturale. Ginori a Doccia, datata 1746. Museo Richard-Ginori della Manifattura di Doccia

È forse allo scopo di sostenere la sua maestria non solo nel decorare le porcellane ma anche di conoscerne gl'impasti e saperle foggiare e cuocere che, nel lasciare Doccia, porta con sé fra le altre cose tre casse di porcellane, presumibilmente bianche, donategli da Carlo Ginori. A tali oggetti fa anche riferimento il figlio Anton, già divenuto un ottimo pittore a Doccia, in una lettera inviata dopo la morte del padre al marchese Carlo il 10 gennaio 1748, dove dice, fra l'altro, che molte di queste sono andate rotte per il viaggio lungo e disagevole.
(AGL, Manifattura di Doccia, Documenti vari, Filza N° 137, II, cc 513 e 514.)
Tutto questo, probabile, inganno per ottenere l'incarico di istituire la nuova manifattura bavarese grazie ai prodotti Ginori, meno conosciuti a Vienna di quelli di Meissen, di cui si sapevano sia i nomi degli arcanisti sia quelli dei pittori, non andò a compimento per l'improvvisa morte di Carl il 4 ottobre del 1747. A conferma abbiamo un documento in cui vengono pagate alla vedova le porcellane dipinte a Doccia (o forse prodotte e dipinte a Vienna) dall'Anreiter e da lui inviate in Baviera poco prima della sua morte.
Si conoscono alcuni pezzi firmati da Carl Wendelin Anreiter sia durante il periodo viennese sia durante quello passato a Doccia ed abbastanza numerosi sono quelli a lui attribuiti o attribuibili.